# Igreja de Santiago de Palmela

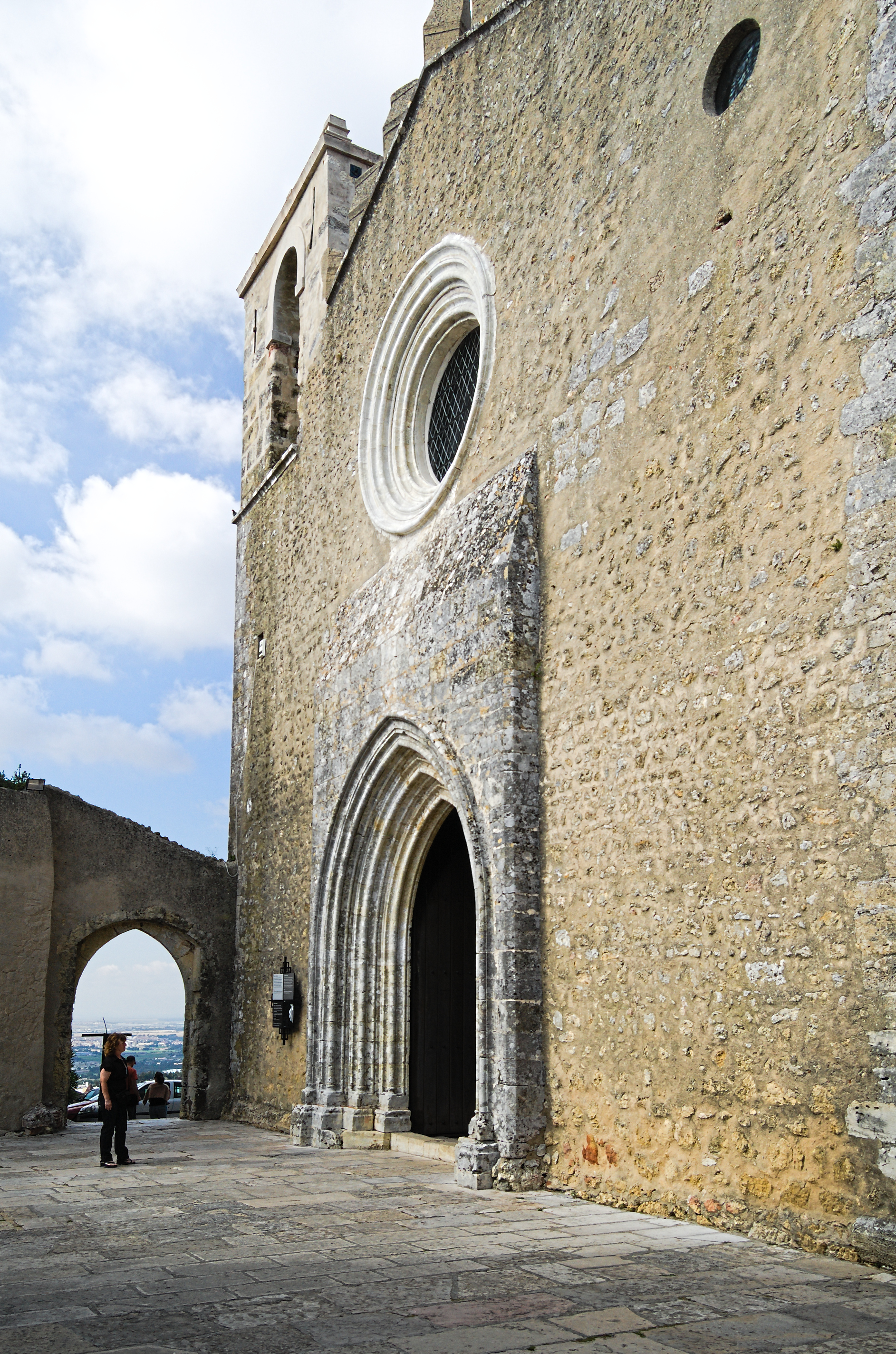
Portada da Igreja de Santiago (século XV)

Localizada dentro da cerca primitiva do Castelo de Palmela, na freguesia de Palmela, a Igreja de Santiago de Palmela teve início de construção em 1443, ficando terminada a 1482, sendo justificada a sua criação com a transferência da Ordem de Santiago para a vila de Palmela no século XV. 
Edifício de grande monumentalidade geometrizante, insere-se, pelo seu despojamento formal, na última fase do tardo-gótico. O seu interior apresenta três naves bem como vestígios de decoração azulejar dos sécs. XVII e XVIII.
O seu interior é de tal forma simples que a igreja de 3 naves com todas as abobadas a mesma altura não tem marcação de qualquer género nem nos arcos torais nem nos arcos divisórios que são limpos desde o ápice até à base. Mesmo o perfil dos arcos é de uma simplicidade não do seu tempo, ultrapassando mesmo a da arquitectura cha, sendo feito de um modelado de chanfraduras obliquas.
Sob um arcossólio manuelino encontra-se a arca tumular de Jorge de Lancastre, último mestre da Ordem de Santiago e filho natural de D. João II.
A simplicidade desta igreja não encontra qualquer paralelo no século XV fazendo portanto parte de um conjunto de edifícios únicos que se vão fazendo desde o século XIV, que se poderiam adjectivar como experiências de um tardogótico que vai culminar num tardogótico regionalizado que é o Manuelino.
A Igreja de Santiago de Palmela está classificada como Monumento Nacional desde 1910.